# Os brûlé

Os brûlé, est un festival interculturel de poésie et d’art performance, créé en 2005, qui se tient  au  Saguenay-Lac-Saint-Jean  et fait se rencontrer  la poésie, l’art performance et la culture des Premières nations. 

## Présentation du festival

### Historique
Le festival Os Brulé, fondé en 2005 par Michaël La Chance et Cindy Dumais, réunit les arts et les lettres (poésie, performance, théâtre, cinéma-video, médiation interculturelle) lors d’un rassemblement de poètes, d’artistes internationaux et de Nord-Amérindiens. 
Ce festival, fruit d'une collaboration avec la  Rencontre internationale de l’art performance de Québec  et le Centre des Premières Nations Nikanite, s'est déroulé au Musée amérindien de Mashteuiatsh, au Théâtre de l’UQAC, à la maison de l’Écologie et de l’environnement de Chicoutimi, et aussi dans la Forêt d’enseignement et de recherche Simoncouche    afin d’accueillir les artistes et poètes allochtones et des Premières nations. 
Le festival a connu six éditions, il œuvre à resserrer les collaborations interculturelles et interdisciplinaires  afin de préciser sa mission : mettre en rapport la transformation personnelle et l’engagement politique, la création individuelle et la guérison collective. La recherche-création prend une forme engagée, le travail sur les limites du corps et des codes, de la normalité cognitivo-perceptuelle et des contraintes socioéconomiques doit composer avec le respect de la nature et la reconnaissance des traditions autochtones.
Cet événement interdisciplinaire et interculturel crée des occasions d’échanges  par la parole, mais aussi par l’action. Un lieu d’imaginaires en partage qui combine, à longueur de journée, lectures poétiques et théâtrales, manœuvres  artistiques et discussions entre les participants et le public. Os brûlé propose un métissage entre la lecture de poésies, le spectacle de performance, le symposium d’installation In situ : à ciel ouvert, en forêt, sur le bord d’un lac... l’événement devient expérience.

« Une poésie réflexive et méditative, toujours à la recherche de l’originaire, de la mémoire des lieux,  de premiers paysages, de l’étymologie et de la charge des mots. »

### Os brûlé
Le nom Os brûlé vient de la lecture des craquelures et brûlures dans l’os qui était traditionnellement un événement mantique, propre au chamanisme du Nord-Est asiatique et de l’Amérique du Nord.  La pratique de la scapulomancie chez les  Innus a été documentée dans les années 30 par l’anthropologue américain Frank Speck.  Soixante dix ans plus tard, le poète Michaël La Chance a tenté de reconstituer les principes de cette lecture dans une démarche poétique inaugurée dans le Carnet du Bombyx 
et sa fascination pour les  pétroglyphes  et l’écriture ossécaille, en quête de nouvelles formes d’écritures : par la secousse, par le feu, par l’entaille dans la pierre ou encore par les marbrures de l’encre. 
L’Os brûlé, une reconstitution   (re-enactement) respectueuse dans le cadre de l’art performance, devient une amorce pour des prestations les plus diverses, que ce soit l’installation dans un cadre naturel,  le conte, l’exploration théâtrale, etc. Il y a un enrichissement des pratiques contemporaines dans la rencontre interculturelle, à la façon des danses intertribales durant le Pow-wow, où tout le monde peut participer, y compris le public, les non-autochtones, les gens ne portant pas de regalia. Il y a une interrogation sur le symbolisme, sa valeur d'orientation et de divination. Il y a aussi une réflexion sur le statut du langage, la valeur du rituel, le rapport au territoire.  Les première éditions  ont été accompagnées dans cette démarche par Richard Robertson, chasseur, poète, archéologue autodidacte de Mashteuiatsh  et aussi par le Centre des Premières Nations Nikanite.

### Organisation
Le festival a été créé par Michaël La Chance en collaboration avec Cindy Dumais pour la première édition. Commissaires invités : Eruoma Awashish, Marco Bacon, Jonathan Lamy,  Coordination : Luis Ortega.  Avec l'appui de la RIAP, du Décanat de la recherche et de la création UQAC et du CELAT.

## Éditions

### Os brûlé: poésie, performance, vidéo d’art
20 août 2005, Maison de l’Écologie et de l’Environnement de Chicoutimi (dans le cadre de Traffic’art 3, Séquence). Avec Guillaume Asselin, Stéphane Boulianne, Sophie Bélair-Clément, Cindy Dumais, Michaël La Chance, Guillaume Langlois, Richard Martel, Pierre Ouellet, Christine Palmiéri, Laurent Pilon, Richard Robertson  Commissaires-organisateurs : Michaël La Chance et Cindy Dumais. 

### Os brûlé II: poésies + performances + mantiques
15 mai 2007, Maison de l’Écologie et de l’Environnement de Chicoutimi. Avec Julien Blaine, Eruoma Awashish, Maxime Bisson, Cindy Dumais, Nicolas Longpré, Alison McCreesh, Francis O’Shaughnessy, Richard Robertson, Émilie Gilbert-Gagnon, Noémie Payant-Hébert.

### Os brûlé III: poésies + performances + mantiques
9 septembre 2008, Shaputuan du Musée amérindien de Mashteuiatsh. Avec Akenaton, Eruoma Awashish, Edith Azam, Marco Bacon, David Bergeron, Eric Clémens, Mohammed El Amroui, Jean-Philippe Gagnon, Karla Cynthia Garcia Martinez, Michaël La Chance, Sara Letourneau, Chiara Mullas, Francis O’Shaughnessy, Luis Ortega, Jean-Pierre Ostende, Pierre Ouellet, Christine Palmiéri, Serge Pey, Jean-Paul Quéinnec, Richard Robertson. Commissaires-organisateurs : Michaël La Chance et Eruoma Awashish.

### Os brûlé IV: Actions choréopoétiques et poésie sonore
28 septembre 2010, Petit théâtre de l’UQAC. Avec Patrick Dubost, Liping Ting, Anick Martel, Gilles Cabut, Massimo Guerrera, Michaël La Chance et Luis Ortega, Richard Robertson et Maxime Bisson.

### Os brûlé V: poésie, performance, mantique
10 et 11 septembre 2012, Forêt d’enseignement et de recherche Simoncouche de l’UQAC.  Avec José Acquelin, Marco Bacon, Ronald Bacon, Hector Bardanca, Jesusa Delbardo, Pierre Demers, Marie-Pierre Dufour, Mélissa Mollen Dupuis, Patrice Leblanc, Sonia Robertson et Guy Sioui Durand. Collaboration CRC dramaturgie sonore  : Jean-Paul Quéinnec, Andrée-Anne Giguère, Anne-Marie Ouellet, Julie Bernier. Commissaires-organisateurs : Michaël La Chance et Jonathan Lamy. Ce fut une occasion de « performer avec les écureuils ».

### Os brûlé VI: poésie, performance, mantique
17 et 18 septembre 2014. Lac Simoncouche et Théâtre de l’UQAC. De Cuba : Marianela Orozco et Adonis Flores Betancourt. De Norvège  : Elisabeth Færøy Lund et Sigmund Skard. Richard Robertson, Luis Ortega,  Eruoma Awashish, Marie-Andrée Gill, Marco Bacon (de Sept Iles), Natasha Kanapé Fontaine,  Mathieu Arsenault, Patrice Tremblay, Marilou Desbiens, Valérie Essiambre. Lectures de Jonathan Lamy et Michaël La Chance. Commissaires : Marco Bacon, Michaël La Chance, Jonathan Lamy. Coordination Luis Ortega.